# Ranunculus lourteigiae
Ranunculus lourteigiae là một loài thực vật có hoa trong họ Mao lương. Loài này được H. Eichler miêu tả khoa học đầu tiên năm 1963.